# Tuffy Gosewisch
James Benjamin « Tuffy » Gosewisch (né le 17 août 1983 à Freeport, Illinois, États-Unis) est un receveur des Ligues majeures de baseball qui évolue avec les Diamondbacks de l'Arizona.

## Carrière
Joueur des Sun Devils de l'Université d'État de l'Arizona, Tuffy Gosewisch est drafté au 11e tour de sélection par les Phillies de Philadelphie en 2005. Il évolue en ligues mineures dans l'organisation des Phillies à partir de 2005 jusqu'au moment où son contrat est racheté en 2012 par les Blue Jays de Toronto. Après un bref passage avec le club-école des Blue Jays à Las Vegas, il est mis sous contrat par les Diamondbacks de l'Arizona et assigné en 2013 à leur club affilié en Triple-A, les Aces de Reno.
Gosewisch fait ses débuts dans le baseball majeur le 1er août 2013 avec Arizona, quelques jours avant son 30e anniversaire de naissance. À son premier match, face aux Rangers du Texas, il réussit son premier coup sûr, aux dépens du lanceur Neal Cotts.

### International
Gosewisch s'aligne avec l'équipe des États-Unis qui remporte la médaille d'argent en baseball aux Jeux panaméricains de 2011. Il prend aussi part à la Coupe du monde de baseball 2011,.